# Prix Fénéon
Le prix Fénéon est un prix littéraire et artistique créé en 1949. Il récompense tous les ans « un jeune écrivain et un jeune peintre ou sculpteur âgés de 35 ans au plus et dans une situation modeste », afin de les aider à poursuivre leur formation littéraire ou artistique. 
Le prix, d'un montant de 2 000 euros, est fondé sur un capital légué à l'université de Paris par Fanny Fénéon, la veuve du critique d'art et collectionneur Félix Fénéon après la vente de sa collection de tableaux.

## Organisation
En 2023, le jury du prix Fénéon, présidé par Christophe Kerrero, recteur de la région académique d'Ile-de-France, recteur de l'académie de Paris, chancelier des universités de Paris et d'Ile-de-France, est composé de : Thomas Augais, Pascal Commère, Marc Desgrandchamps, Jean-Philippe Domecq, Christian Doumet, Nadia Ghaï-Far, Francine de Martinoir, Didier Ottinger, Claire Paulhan, Jérôme Prieur, Dominique Viart et Germain Viatte, ainsi que Rebecca Topakian et Agathe Saint-Maur (lauréates du prix Fénéon 2021).
Les cérémonies de remise des prix ont lieu à la Sorbonne et sont présidées par le recteur de l'académie de Paris, chancelier des universités de Paris, en sa qualité de président du jury Fénéon.

## Liste des lauréats

### Prix de littérature

#### Années 1940
- 1949 : Michel Cournot pour Martinique

#### Années 1950
- 1950 : Alfred Kern pour Le Jardin perdu,  Celou Arasco pour La Cote des malfaisants, Lucienne Desnoues pour Poèmes, Marcel Bisiaux pour Les Pas contés et Michel Manoll pour Gouttes d'ombre
- 1951 : Claude Roy pour Le Poète mineur, Béatrix Beck pour Une mort irrégulière, Micheline Peyrebonne pour Leur sale pitié, Jacques Brenner pour Les Malheurs imaginaires, Georgette Henry-Minazolli pour Permis de séjour, Hélène Parmelin pour La Montée au mur et Francis Ponge pour Le Parti pris des choses
- 1952 : Michel Vinaver pour L'Objecteur, Guy Verdot pour Le Chemin de nule part, Jacques Cervione pour La Femme du docteur, Georges Arnaud pour Le Salaire de la peur, Simone Brun pour Poèmes, Paul Hordequin pour Le Temps des cerises, François Nourissier pour L'Eau grise et Youri Komirovsky pour Au nom du père
- 1953 : Mohamed Dib pour La Grande Maison, Francis Jeanson pour Montaigne peint par lui-même et Claude et Raymond Lévy pour Une histoire vraie.
- 1954 : Jean-Luc Déjean pour Les Voleurs de pauvres, Albert Memmi pour La Statue de sel, Alain Robbe-Grillet pour Les Gommes, et Colette Thomas pour Le Testament de la fille morte
- 1955 : Jean David pour Les Passes du silence, Marcel Allemann pour Les Prouesses extraordinaires du Grand Zapata, Robert Droguet pour Féminaire et Pierre Oster pour Le Champ de mai
- 1956 : Dominique Vazeilles pour La Route vers la mer, François Clément pour Le Fils désobéissant et Georges Conchon pour Les Honneurs de la guerre
- 1957 : Michel Butor pour L'Emploi du temps, Michel Breitman pour L'Homme aux mouettes, Jacques Bens pour Chanson vécue et Laurent La Praye pour La Trompette des anges
- 1958 : Jean-François Revel pour Pourquoi les philosophes ?, Philippe Sollers pour Le Défi et Jacques Cousseau pour Le Chien gris
- 1959 : Armand Gatti pour Le Poisson noir, Jean Forton pour La Cendre aux yeux, Robert Vigneau pour Planches d'anatomie et Jean Fanchette pour Archipels

#### Années 1960
- 1960 : Dominique Daguet pour Soleil et Lune, Suzanne Martin pour Rue des vivants et Yves Velan pour Je
- 1961 : Jean Thibaudeau pour Cérémonie royale, Jean Laugier pour Les Bogues et Michel Deguy pour Fragments du cadastre
- 1962 : Jacques Serguine pour Les Saints Innocents, Noël Quatrepoint pour Journal d'un être humain et Stephen Jourdain pour Cette vie m'aime
- 1963 : Jean Gilbert pour L'Enfant et le Harnais, Marcelin Pleynet pour Provisoires amants des nègres et Jean-Pierre Steinbach dit Jean-Philippe Salabreuil pour Poèmes de mon cru
- 1964 : Jeanine Segelle pour Le Pivert s'envole et Claude Durand pour L'Autre vie
- 1965 : Denis Roche pour Les Idées centésimales de Miss Elanize, Pierre Feuga pour La Galère en bois de rose et Nicolas Genka pour Jeanne la pudeur
- 1966 : Claude Fessaguet pour Le Bénéfice du doute et Jean Ricardou pour La Prise de Constantinople
- 1967 : Didier Martin pour Le Déclin des jours et Yves Vequaud pour Le Petit Livre avalé
- 1968: Jacques Roubaud pour E et Guy Croussy pour Ceux de Djebel
- 1969 : Patrick Modiano pour La Place de l'Étoile

#### Années 1970
- 1970 : Angelo Rinaldi pour La Loge du gouverneur
- 1971 : Jean Ristat pour Du coup d'État en littérature
- 1972 : Claude Faraggi pour Le Signe de la bête
- 1973 : Jean-Marc Roberts pour Samedi, dimanche et fêtes
- 1974 : Paol Keineg pour Lieux communs
- 1975 : Henri Raczymow pour La Saisie
- 1976 : Michel Falempin pour L'écrit fait masse
- 1977 : Denis Duparc (pseudonyme de Renaud Camus) pour Échange
- 1978 : Mathieu Bénézet pour L'Imitation de Mathieu Bénézet
- 1979 : Marc Guyon pour Le Principe de solitude

#### Années 1980
- 1980 : Jean Echenoz pour Le Méridien de Greenwich
- 1981 : Jean-Marie Laclavetine pour Les Emmurés
- 1982 : Jean-Louis Hue pour Le Chat dans tous ses états
- 1983 : Bertrand Visage pour Au pays du nain
- 1984 : Gilles Carpentier pour Les Manuscrits de la marmotte
- 1985 : Hervé Guibert pour Des aveugles
- 1986 : Gilles Quinsat pour L'Éclipse
- 1987 : Laurence Guillon pour Le Tsar Hérode
- 1988 : Claude Arnaud pour Chamfort et Benoît Conort pour Pour une île à venir
- 1989 : Éric Holder pour Duo forte

#### Années 1990
- 1990 : Patrick Cahuzac pour Parole de singe
- 1991 : Agnès Minazzoli pour La Première Ombre
- 1992 : Thierry Laget pour Iris
- 1993 : Éric Chevillard pour La Nébuleuse du crabe
- 1994 : Anne Grospiron pour L'Empyrée
- 1995 : Éric Laurrent pour Coup de foudre
- 1996 : Béatrice Leca pour Technique du marbre
- 1997 : Linda Lê pour Les Trois Parques
- 1998 : Arnaud Oseredczuk pour 59 préludes à l'évidence
- 1999 : — non décerné —

#### Années 2000
- 2000 : Laurent Mauvignier pour Loin d'eux
- 2001 : Bessora pour Les Taches d'encre
- 2002 : Tanguy Viel pour L'Absolue Perfection du crime
- 2003 : Clémence Boulouque pour Mort d'un silence
- 2004 : Olga Lossky pour Requiem pour un clou
- 2005 : Hafid Aggoune pour Les Avenirs
- 2006 : Ivan Farron pour Les Déménagements inopportuns
- 2007 : Grégoire Polet pour Leurs vies éclatantes
- 2008 : Jean-Baptiste Del Amo pour Une éducation libertine
- 2009 : — non décerné —

#### Années 2010
- 2010 : Pauline Klein pour Alice Kahn
- 2011 : Justine Augier pour En règle avec la nuit
- 2012 : Guillaume Louet pour avoir établi, préfacé et annoté les Écrits critiques de Jean José Marchand
- 2013 : Thomas Augais pour son ouvrage de poésie Vers Baïkal (mitraille)
- 2014 : — non décerné —
- 2015 : Miguel Bonnefoy pour Le Voyage d'Octavio
- 2016 : Colombe Boncenne pour Comme neige
- 2017 : Fanny Taillandier pour Les États et Empires du lotissement Grand Siècle
- 2018 : Julia Kerninon pour Ma dévotion
- 2019 : Isabelle Mayault pour Une longue nuit mexicaine

#### Années 2020
- 2020 : Boris Bergmann pour Les Corps insurgés
- 2021 : Agathe Saint-Maur pour De sel et de fumée
- 2022 : Adèle Rosenfeld pour Les méduses n'ont pas d'oreilles
- 2023 : Elisa Shua Dusapin pour Le vieil incendie
- 2024 : Youness Bousenna pour Les présences imparfaites

### Prix d'art

#### Années 1940
- 1949 : Pierre Pallut

#### Années 1950
- 1950 : Maurice Verdier, Mireille Miailhe, Daniel Ravel, Louis Nallard & Jean Signovert
- 1951 : Louis Derbré pour son Buste de Louis Werschürr, Paul Rebeyrolle & Paul Collomb
- 1952 : Jack Ottaviano & Marcel Fiorini
- 1953 : André Cottavoz, Jean Fusaro & Gérard Lanvin
- 1954 : Jack Chambrin, Lucien Fleury, René Laubies & Roger-Edgar Gillet
- 1955 : Huguette Arthur Bertrand, Philippe Bonnet
- 1956 : Jean-Claude Bertrand & Marcel Bouqueton
- 1957 : Françoise Salmon, Pierre Parsus, Gabriel Godard & Guy de Vogüé
- 1958 : Pierre Garcia-Fons
- 1959 : Pierre Graziani

#### Années 1960
- 1962 : Jean Revol
- 1963 : Bernard Le Quellec
- 1964 : Jean Parsy
- 1965 : Alexandre Bonnier, Pierre Buraglio
- 1966 : Michel Moy
- 1968 : Michel Maly
- 1969 : Pierre Gaste

#### Années 1970
- 1972 : Henri Reiter
- 1973 : Jean-Luc Parant
- 1976 : Bernard Gabriel Lafabrie
- 1977 : Jean-Pierre Vieren
- 1978 : Vincent Rougier
- 1979 : Jean-Jacques Dournon

#### Années 1980
- 1981 : Mathias Pérez
- 1983 : Marie Morel
- 1986 : Elisabeth Delesalle
- 1987 : Paul Pagk

#### Années 1990
- 1994 : Pál Breznay
- 1998 : Florent Chopin

#### Années 2000
- 2002 : Xavier Escriba
- 2003 : Xavier Drong
- 2007 : Thilleli Rahmoun
- 2008 : Étienne Fouchet

#### Années 2010
- 2010 : Marion Verboom
- 2011 : Franck Masanell
- 2012 : Anne-Charlotte Yver
- 2013 : Félix Pinquier
- 2014 : Claire Chesnier
- 2015 : Julia Gault
- 2016 : Alice Louradour
- 2017 : Raphaëlle Peria
- 2018 : Salomé Fauc
- 2019 : Maxime Biou

#### Années 2020
- 2020 : Quentin Guichard et Hui Liu
- 2021 : Rebecca Topakian
- 2022 : Mykola Mudryk-Teslyuk
- 2023 : Édouard Fabre
- 2024 : Pierre Genouvrier